# Андерсон, Натали
Натали Андерсон (англ. Nathalie Frances Anderson, род. 2 июня 1948, Колумбия) — американская поэтесса и либреттистка. Она является членом Pew с 1993 года и автором нескольких сборников стихов: «Вслед за Фредом Астером» , «Ползуны» , «Колчан» и «Пятно». В сотрудничестве с композитором Томасом Уитменом она написала четыре либретто: «Чёрный лебедь», «Сьюки в темноте», «Вавилон» и «Скандал в Богемии».

## Биография
Родилась в Колумбии, Южная Каролина; Андерсон получила степень бакалавра в Колледже Агнес Скотт в 1970 году, степень магистра в Университете штата Джорджия и докторскую степень в Университете Эмори.
Она преподаёт в Суортмор-колледже с 1982 года и является профессором кафедры английской литературы. Она также является директором их программы творческого письма, а также поэтической резиденции, и музея и библиотеки Розенбаха.
Андерсон ведёт список литературных событий Филадельфии, Lit-Philly.
Некоторые работы Андерсон публиковались в различных печатных и онлайн-журналах: Atlanta Review, Poetry Daily, Fox Chase Review, Natural Bridge, The New Yorker, Paris Review, The Recorder: The Journal of American Irish Historical Society, Prairie Schooner, Denver Quarterly, Nimrod, Inkwell Magazine, The Louisville Review, и Southern Poetry Review.
8 ноября 2012 года Дом писателей Келли Пенсильванского университета открыл Поэтическую программу Евы и Лео Сассманов с чтением стихов приглашёнными писателями и преподавателями, Натали Андерсон, Элейн Терранова и Джоан Хаттон Лэндис.

## Награды
- 1998 Washington Prize от организации Word Works[англ.] за Following Fred Astaire[27]
- 2000 "Slow Airs" — со-лауреат Гран-при конкурса поэзии журнала Inkwell Magazine за 2000 год[28]
- 2004 "Squeeze" — финалист премии Джеймса Херста[англ.] в области поэзии[29], опубликованной в North American Review[англ.][30]
- 2005 The Robert McGovern Publication Prize, Эшлендский университет[англ.], Ashland Poetry Press, за Crawlers[31]

## Поэтические сборники
- Anderson, Nathalie. My Hand, My Only Map: 13 poems. — Atlanta, GA : House of Keys, 1978. — ISBN 9780932656018.
- Anderson, Nathalie. Following Fred Astaire. — Washington, D.C. : The Word Works, 1998. — ISBN 9780915380411.
- Anderson, Nathalie. Crawlers: poems. — Ashland, OH : Ashland Poetry Press, Ashland University, 2006. — ISBN 9780912592596.
- Anderson, Nathalie. Quiver. — Rochester, VT : Penstroke Press, 2011. — ISBN 9780966917789.
- Anderson, Nathalie (2017). Held and Firmly Bound. Chapin, SC: Muddy Ford Press. ISBN 9781942081104
- Anderson, Nathalie (2017). Stain. Washington, D.C.: The Word Works. ISBN 9781944585136